# 王嘉慶
王嘉慶（？年—？年），四川嘉定州洪雅县人，军籍，明朝政治人物，進士出身。

## 生平
四川鄉試舉人，成化二十年（1484年）登甲辰科二甲第六名進士，授刑部主事，升刑部员外郎，弘治六年（1493年）五月下旨降调外任。十四年任姚安軍民府知府。